# Naomi Kawase
Naomi Kawase (Japans]: 河瀨直美), eerder bekend als Naomi Sento, (Nara, 30 mei 1969) is een Japans filmregisseuse en scenarioschrijfster.

## Biografie
Kawase werd geboren in Nara. Haar ouders scheidden op jonge leeftijd en lieten Naomi achter bij haar oudtante door wie ze werd opgevoed. Deze gebeurtenis verfilmde ze in twee autobiografische films Ni tsutsumarete (1992) en Kya ka ra ba a (2001). Ze groeide op in de landelijke regio van Nara en dit drukte ook een stempel op haar eerste filmwerk dat veelal autobiografisch was en geïnspireerd door de landelijke omgeving waar ze opgroeide. Ze studeerde aan de "School voor fotografie" in Osaka waar ze eerst televisieproductie studeerde maar later besloot om over te schakelen op filmregie. Ze studeerde af in 1989 en gaf er nog vier jaar les alvorens haar eerste 40 minuten durende documentaire Ni tsutsumarete te realiseren. Ze schreef twee romans van haar films Suzaku en Hotaru.
In 1997 won ze als jongste regisseur ooit de Caméra d'or met haar film Moe no suzaku. In 2007 won haar vierde speelfilm Mogari no Mori de Grand Prix op het filmfestival van Cannes waar ze zowel in 2011 (Hanezu no tsuki) als in 2014 (Futatsume no mado) meedeed aan de competitie. Ze werd in 2013 geselecteerd als jurylid voor de competitie op het filmfestival van Cannes.
Naomi Kawase werd in 2015 geridderd in de Franse Ordre des Arts et des Lettres.

## Filmografie
- I focus on that which interests me (1988, korte film)
- The concretization of these things flying around me (1988, korte film)
- My J-W-F (1988, korte film)
- Papa's Icecream (1988, korte film)
- My Solo Family (1989, korte film)
- Presently (1989, korte film)
- A Small Largeness (1989, korte film)
- The Girl's Daily Bread (1990, korte film)
- Like Happiness (1991, korte film)
- Ni tsutsumarete (につつまれて) (korte documentaire, 1992)
- Katatsumori (かたつもり) (korte documentaire, 1994)
- Ten, mitake (1995, korte documentaire)
- Memory of the Wind (1995)
- This World (1996, korte film)
- Hi wa katabuki (1996)
- Moe no suzaku (萌の朱雀) (1997)
- Somaudo monogatari (杣人物語; The Weald) (documentaire, 1997)
- Manguekyo (Kaleidoscope) (documentaire, 1999)
- Hotaru (Firefly) (2000)
- Kya ka ra ba a (きゃからばあ; Sky, Wind, Fire, Water, Earth) (documentaire, 2001)
- Tsuioku no dansu (2003)
- Sharasōju (Shara) (2003)
- Kage (Shadow) (2006, korte film)
- Tarachime (korte documentaire, 2006)
- Mogari No Mori (The Mourning Forest) (2007)
- Nanayomachi (七夜待)(2008)
- Eo-ddeon bang-moon  (2009) (segment "Koma")
- Hanezu no tsuki (Hanezu) (2011)
- 60 Seconds of Solitude in Year Zero (2011)
- Chiri (documentaire, 2012)
- Futatsume no mado (Still the Water) (2014)
- An (Sweet Red Bean Paste) (2015)
- Radiance (2017)
- Asa ga Kuru (2020)

## Prijzen en nominaties
De belangrijkste:
| Jaar | Prijs                                    | Categorie                                              | Film           | Uitslag  |
| ---- | ---------------------------------------- | ------------------------------------------------------ | -------------- | -------- |
| 2007 | Filmfestival van Cannes                  | Grand Prix                                             | Mogari No Mori | Gewonnen |
| 2000 | Buenos Aires International Film Festival | Best Achievement Award in Cinematography and Directing | Hotaru         | Gewonnen |
| 2000 | Internationaal filmfestival van Locarno  | C.I.C.A.E.-prijs                                       | Hotaru         | Gewonnen |
| 2000 | Internationaal filmfestival van Locarno  | FIPRESCI-prijs                                         | Hotaru         | Gewonnen |
| 1997 | Filmfestival van Cannes                  | Caméra d'or                                            | Moe no suzaku  | Gewonnen |